# Легат др Хајнриха Кристенсена
Легат др Хајнриха Кристенсена је посебна библиотека која се налази у фонду Универзитетске библиотеке Светозар Марковић, у Београду, још од 1929. године када је купљена у Немачкој.

## Историјат
Легат др Хајнриха Кристенсена купљен у Немачкој, на име репарације 1929. године као једна целина. Тај легат је мали, има 146 књига са око 300 свезака. Највећи број тих публикација је на немачком језику, а нешто мало на француском и руском. Овај легат садржи збирку књига које се односе на Александра Македонског и доба његове владавине. Све књиге из овог легата су дигитализоване и налазе се у електронском каталогу Универзитетске библиотеке . У фонду Библиотеке се налази и десет докторских дисертације о Александр Великом, које су дигитализоване и доступне су на дигиталном репозтиријуму Универзитетске библиотеке “Светозар Марковић”.

## О Хајнриху Кристенсену
Хајнрих Кристенсен је рођен 1849. године, а умро је 1912. године. Он је немачки филолог и историчар. Радио је као професор у гимназији у Хамбургу. Кристенсон је био истраживач и специјалиста за Александриду, која представља и предмет већине његових књига.